# Musliman
Musliman je pripadnik islama. Ženski oblik ove riječi je muslimanka. Muslimani su sljedbenici Muhameda (posljednjeg Božjeg poslanika). Vjeruju u Alaha i u Božju knjigu Kuran (jednu od četiri velike Božje knjige). Imaju brojna pravila. U pet stupova islama spada, npr., svaki dan klanjati pet propisanih namaza i jednom u životu obaviti hadž, tj. hodočašće u Meku (tko je financijski u mogućnosti).
Muslimani vjeruju da su osnove islama postojale davno prije Muhameda; mnoge biblijske ličnosti – među kojima su Adam, Noa (arapski: Nuh), Mojsije (arapski: Musa) i Isusa (arapski: Isa) – smatraju muslimanima jer vjeruju da su se predale Bogu i propovijedale Njegovu poruku kao poslanici.

## Značenje riječi
Riječ musliman (arapski مسلم‎ muslim) znači 'onaj koji se (Bogu) pokorava/predaje', a potječe od istog korijena kao riječ islam, što znači 'predanost (Bogu)'.

## Podrazumijevanje riječi
Musliman je, prema islamskom shvaćanju te riječi, monoteist koji priznaje Muhameda za posljednjeg Božjeg (Alahova) poslanika. Muslimani vjeruju da je Kuran otkrivena riječ Božja, koja je Muhamedu poslana po meleku Džibrilu.

## Raširenost
Broj muslimana u cijelome svijetu procjenjuje se na 1,57 milijardi. Time su oni, nakon kršćana, druga svjetska religija po brojnosti.
Dok u kršćanstvu članstvo u nekoj Crkvi ima službeni status, u islamu to nije slučaj.

## Identitet
Musliman je svaka osoba koja pri potpunoj svijesti u prisustvu dva punoljetna muslimanska svjedoka izgovori islamsku vjeroispovijest (šehadet). Po islamskom samoshvaćanju, svako novorođenče je musliman (vidi fitra) te će se, ako se to tako dogodi, tek kasnije, pod vanjskim utjecajima (npr. odgojem), odmaknuti od islama. S ulaskom u spolnu zrelost objavljuju to govorenjem vjeroispovijesti (među ostalim, u svakoj dnevnoj molitvi).

## Vanjske poveznice

### Ostali projekti
|  | Zajednički poslužitelj ima još gradiva o temi Muslimani |